# 오사카 아시안 영화제
오사카 아시안 영화제(大阪アジアン映画祭)는 매년 3월 일본의 오사카시에서 열리는 아시아 영화 영화제이다. 2005년 한일수교 정상화 40주년을 기념하여 개최된 〈한국 엔터테인먼트 영화제 2005 in 오사카〉로 시작되었다. 2006년부터는 오사카 아시안 영화제로 이름이 바뀌고 일본, 중국, 홍콩 등 동아시아 영화도 출품되었다. 2007년부터는 말레이시아, 태국 등 동남아시아 영화까지 확대되었다.

## 수상
| 연도 | 그랑프리             | 관객상               |
| ---- | -------------------- | -------------------- |
| 2009 | 빈칸                 | 《시암의 사랑》      |
| 2010 | 빈칸                 | 《청설》             |
| 2011 |                      | 《애니일만년》       |
| 2012 |                      | 《사이더커 바라이》  |
| 2013 |                      | 《골치 아픈 사랑》   |
| 2014 |                      | 《카노》             |
| 2015 | 《행동대호: 손중산》 | 《행동대호: 손중산》 |
| 2016 | 《돼지 같은 여자》   | 《만생회가》         |
| 2017 | 《매드 월드》        | 《나의 서른에게》    |
| 2018 | 《중영가일호》       | 《춘교구지명》       |
| 2019 | 《메기》             | 《스틸 휴먼》        |
| 2020 | 《너를 정리하는 법》 | 《소년시절의 너》    |